# Torre de la Párdida
Torre de la Párdida está enclavado en el Macizo Central de los Picos de Europa o macizo de los Urrieles, en Asturias. Tiene una altitud de 2584 metros. Una de las primeras ascensiones de las que se tiene noticia se realizó el 15 de agosto de 1933 por Emilio Ribera Pou "El Noi" y Carlos Mier Campillo.